# Abbas El Fassi
Abbas El Fassi (àrab: عباس الفاسي, ʿAbbās al-Fāsī) (Berkane, 1940) és un polític marroquí, fou Primer Ministre del Marroc entre el 19 de setembre de 2007 i el 29 de novembre de 2011; militant del partit Istiqlal.
El Fassi va nàixer el 18 de setembre de 1940 a Berkane. Fou Ministre d'Habitatge de 1977 a 1981, d'Artesania i Assumptes Socials de 1981 a 1985, ambaixador a Tunísia i a la Lliga Àrab de 1985 a 1990, ambaixador a França de 1990 a 1994, i Ministre de Treball, Formació Professional, Desenvolupament Social i Solidaritat de 2000 a 2002. Després fou Ministre d'Estat fins al 2007. El rei del Marroc, Mohammed VI, designà El Fassi com a Primer Ministre el 19 de setembre de 2007, després de la victòria del seu partit, l'Istiqlal, a les eleccions al Parlament del Marroc de 2007 dutes a terme el 7 de setembre.